# Polyhedron
Polyhedron — рецензований науковий журнал, який видається Elsevier з 1982 року.
Щоквартальна публікація оригінальних статей охоплює широкі галузі неорганічної хімії, такі як синтетична хімія, координаційна хімія, металоорганічна хімія, біонеорганічна хімія та хімія твердого тіла. 
Журнал виходить регулярно з 1982 року і був утворений в результаті злиття кількох журналів з неорганічної хімії, включаючи Inorganic and Nuclear Chemistry Letters, заснованого 1965 року, і Journal of Inorganic and Nuclear Chemistry, заснованого 1955 року.
Імпакт-фактор у 2019 році становив 2,343.  Відповідно до статистики ISI Web of Knowledge у 2014 році журнал посів 18 місце з 44 журналів у категорії Неорганічна хімія  і 10 місце з 23 журналів у категорії Криисталографія.